# Falcon & Winter Soldier
Falcon & Winter Soldier (с англ. — «Сокол & Зимний солдат») — ограниченная серия комиксов, которую в 2020 году издавала компания Marvel Comics.

## Синопсис
Серия повествует о приключениях Сэма Уилсона и Баки Барнса.

## Выпуски
| № | Дата выхода      | Оценка на Comic Book Roundup   | Предполагаемый объём продаж (первый месяц)            |
| - | ---------------- | ------------------------------ | ----------------------------------------------------- |
| 1 | 26 февраля 2020  | 8 из 10 на основе 14 рецензий  | 42 038, позиция в Северной Америке — 27               |
| 2 | 25 марта 2020    | 8,8 из 10 на основе 8 рецензий | 14 813, позиция в Северной Америке — 119              |
| 3 | 30 сентября 2020 | 7,9 из 10 на основе 6 рецензий | от 11 500 до 14 000, позиция в Северной Америке — 135 |
| 4 | 21 октября 2020  | 6,6 из 10 на основе 4 рецензий | от 12 500 до 14 000, позиция в Северной Америке — 140 |
| 5 | 25 ноября 2020   | 8,1 из 10 на основе 4 рецензий | н/д                                                   |

## Отзывы
На сайте Comic Book Roundup серия имеет оценку 7,9 из 10 на основе 36 рецензий. Майк Фугере из Comic Book Resources, обозревая дебют, назвал сценарий «чётким» и похвалил художника. На сайте ComicBook.com все выпуски получили положительные оценки; самые высокие баллы достались второму и третьему выпускам. Кристофер Фрэни из AIPT дал первому выпуску оценку 8,5 из 10 и написал, что «Дерек Лэнди отлично справляется с характерами Сэма и Баки». Рон Сеул-О, главный редактор POCCulture.com, рассматривая финал, сказал, что будет скучать по серии.
Некоторые журналисты включали комикс в свои топы, а другие рекомендовали прочитать его перед просмотром сериала «Сокол и Зимний солдат».